# Ліолі (футбольний клуб)
Футбольний клуб «Ліолі» або просто «Ліолі» (англ. Lioli Football Club) — футбольний клуб з міста Теятеяненг. Один з найсильніших клубів Лесото останніх років.

## Історія
Футбольний клуб «Ліолі» було засновано в 1934 році в місті Теятеяненг. У перші роки свого існування клуб здобув кілька національних трофеїв, які, втім, не мали офіційного статусу. Ці успіхи дозволили клуб вперше в своїй історії взяти участь в лізі чемпіонів країн Південної Африки.
Це був турнір, в якому грали футбольні клуби, які здобули трофеї в своїх країнах. В рамках цього турніру клуб провів два матчі, перший — з переможцем чемпіонату Танзанії Маджи-Маджи, та другий — з представником Замбії «Червоними дияволами», обидва ці матчі Ліолі завершив перемогою. Після цих перемог клуб отримав прізвисько Закордонний грім. В 1970 році офіційно було утворено Вищий футбольний дивізіон Чемпіонату Лесото з футболу Прем'єр-лігу Лесото. Першим офіційним чемпіонським титулом — стала перемога в чемпіонаті 1985 року на чолі з першим президентом клубу Бамбаша Тшита. Вдруге клуб переміг в національному чемпіонаті в 2009 році, коли команду тренував Мошолі Мокоту, а в складі команди були такі талановиті молоді футболісти як Буши Молецане, Селло Мусо, Табо Масуалле та Малебанє Рамоабі. В 2013, 2015 та 2016 роках команда знову перемогла в національному чемпіонаті. В сезоні 2012-13 років найкращим бомбардиром чемпіонату став гравець клубу «Ліолі» Тсепо Сутурумане, який 16 разів відзначився у воротах суперника. Успіхи клубу в національних чемпіонатах дозволили декілька разів виступити в клубних континентальних змаганнях.
Крім того, «Ліолі» декілька разів перемагав у Кубку незалежності Лесото, найстарішому футбольному змаганні в Лесото.

## Досягнення
- Прем'єр-ліга
  -  Чемпіон (7): 1985, 2009, 2013, 2015, 2016, 2024, 2025
  -  Срібний призер (2): 2010, 2014

- Кубок Лесото
  -  Володар (4): 1984, 2007, 2010, 2014
  -  Фіналіст (4): 2006, 2008, 2013, 2015

- Кубок Імперіал Топ-8
  -  Володар (1): 2008

- Кубок незалежності Лесото
  -  Володар (2): 1984, 2010

## Виступи на континентальних турнірах
| Сезон | Турнір                       | Раунд      | Клуб               | Вдома | На виїзді | Загальний  |
| ----- | ---------------------------- | ---------- | ------------------ | ----- | --------- | ---------- |
| 1985  | Кубок володарів кубків КАФ   | 1          | Гверу Юнайтед      | 1-1   | 1-2       | 2-3        |
| 1986  | Кубок африканських чемпіонів | Попередній | Маджи-Маджи        | 2-3   | 0-4       | 2-7        |
| 2014  | Ліга чемпіонів КАФ           | Попередній | Примейру де Агошту | 2-1   | 0-2       | 2-3        |
| 2016  | Ліга чемпіонів КАФ           | Попередній | Вітал'О            | 2-1   | 0-1       | 2-2 (в.г.) |

## Відомі гравці
- Тсепо Сетурумане